# Badminton-Juniorenweltmeisterschaft 1998
Die Badminton-Juniorenweltmeisterschaft 1998 fand in Melbourne, Australien, statt. 

## Medaillengewinner
| Disziplin    | Gold                         | Silber                   | Bronze                                |
| ------------ | ---------------------------- | ------------------------ | ------------------------------------- |
| Herreneinzel | Zhang Yang                   | Yeoh Kay Bin             | Arif Rasidi                           |
| Herreneinzel | Zhang Yang                   | Yeoh Kay Bin             | Chen Yu                               |
| Dameneinzel  | Gong Ruina                   | Hu Ting                  | Dong Fang                             |
| Dameneinzel  | Gong Ruina                   | Hu Ting                  | Rong Li                               |
| Herrendoppel | Chan Chong Ming Teo Kok Seng | Jiang Shan Cai Yun       | Choi Min-ho Jung Sung-gyun            |
| Herrendoppel | Chan Chong Ming Teo Kok Seng | Jiang Shan Cai Yun       | Sudket Prapakamol Patapol Ngernsrisuk |
| Damendoppel  | Zhang Jiewen Xie Xingfang    | Gong Ruina Huang Sui     | Lee Hyo-jung Jun Woul-sik             |
| Damendoppel  | Zhang Jiewen Xie Xingfang    | Gong Ruina Huang Sui     | Vita Marissa Eny Widiowati            |
| Mixed        | Chan Chong Ming Joanne Quay  | Choi Min-ho Lee Hyo-jung | Cai Yun Xie Xingfang                  |
| Mixed        | Chan Chong Ming Joanne Quay  | Choi Min-ho Lee Hyo-jung | Jiang Shan Huang Sui                  |

## Medaillenspiegel
| Platz | Land                | Gold | Silber | Bronze | Gesamt |
| ----- | ------------------- | ---- | ------ | ------ | ------ |
| 1     | Volksrepublik China | 3    | 3      | 5      | 11     |
| 2     | Malaysia            | 2    | 1      | 0      | 3      |
| 3     | Südkorea            | 0    | 1      | 2      | 3      |
| 4     | Indonesien          | 0    | 0      | 2      | 2      |
| 5     | Thailand            | 0    | 0      | 1      | 1      |